# استان مرکزی (جزایر سلیمان)
استان مرکزی (جزایر سلیمان) (به لاتین: Central Province (Solomon Islands)) یک سکونتگاه مسکونی در جزایر سلیمان است که در جزایر سلیمان واقع شده‌است.

## خصوصیات
استان مرکزی ۶۱۵ کیلومترمربع مساحت و ۲۶٬۰۵۱ نفر جمعیت دارد.